# Ramon Tjon A Fat
Ramon Tjon A Fat (27 februari 1953) was een Surinaams taekwondoka en is medicus en sportbestuurder. Hij was actief als scheidsrechter tijdens internationale wedstrijden en lid van de technische commissie van de World Taekwondo Federation. Sinds 2017 is hij voorzitter van het Surinaams Olympisch Comité (SOC).

## Levensloop
Ramon Tjon A Fat is van beroep gynaecoloog.
Hij was nog een tiener, toen hij vanaf 1969 de eerste technieken leerde van de taekwondopionier Terry Agerkop. Na diens vertrek naar het buitenland namen Eric Lie en Frank Doelwijt de school over en toen Doelwijt in 1972 alleen verder ging volgde Tjon A Fat hem. Hij was toen nog bruinebander en trainde de groep die instructie kreeg in de Hendrikschool aan de Gravenstraat. Op 2 februari 1974 was hij de eerste die op Surinaamse bodem de eerste dan bereikte. De examinatoren waren Frank Doelwijt, Frank Agerkop en Harold la Rose.  Hierna richtte hij met de groep in de Hendrikschool zijn eigen taekwondoschool Yu Sin op, die enkele jaren later zelf zwartebanders voortbracht.
In september 1976 nam hij deel aan de Caribische kampioenschappen in Jamaïca. Op eigen titel behaalde hij goud als zwaargewicht  en samen met Glenn Gemerts en Lesley Zeefuik zilver in de landencompetitie.
In oktober 1983 verwierf hij samen met Gerard Alberga na een intensieve opleiding in Denemarken het internationale meesterschap. Diezelfde maand was hij arbiter tijdens het wereldkampioenschappen in Kopenhagen. Als eerste Surinamer in de geschiedenis werd hij in april 1984 door Un Yong Kim van de World Taekwondo Federation benoemd tot lid van de technische commissie van de bond die het technische beleid wereldwijd uitrolt. In november 1984 was hij arbiter tijdens het Pan-Amerikaans kampioenschap taekwondo in Paramaribo. Hier was hij tevens toernooidirecteur en lid van de arbitration board. In juli 1985 was hij arbiter tijdens de Wereldspelen in Londen en in 1987 tijdens de Pan-Amerikaanse Spelen in Indianapolis. Op dat moment was hij inmiddels opgeklommen tot de vierde dan.
Toen zes scholen, waaronder Yu Sin, op 1 augustus 1979 de Surinaamse Taekwondo Associatie oprichtten, nam Tjon A Fat plaats in het bestuur als ondervoorzitter.
Daarnaast was hij betrokken bij het Surinaams Olympisch Comité (SOC), onder meer als chef de mission tijdens de Olympische spelen van 2004 in Athene en van 2008 in Peking. Bij het SOC volgde hij in september 2017 Guno van der Jagt op als voorzitter. In 2021 werd hij in deze functie herkozen.
Hij is eigenaar van de plantage La Diligence. In 2014 stond hij een deel van zijn grond kosteloos af om de weg naar de Carolinabrug mogelijk te maken.

## Onderscheiding
Op 22 november 2005 werd Ramon Tjon A Fat onderscheiden als officier in de Ere-Orde van de Palm.